# 20 octobre dans les chemins de fer
20 septembre 20 novembre
Chronologies thématiques
- Croisades
- Sports
- Disney

Cette page concerne les événements qui se sont déroulés un 20 octobre dans les chemins de fer.

## Événements

### XIXesiècle
- 1844. France : la concession de la ligne de chemin de fer Amiens-Boulogne est adjugée à MM. Charles Laffite, Blount & Cie, pour 98 ans et 11 mois, à leurs frais, risques et périls, au nom de la Compagnie de Chemin de Fer d’Amiens-Boulogne, au capital de 37 500 000 francs.
- 1847. France : ligne Creil - Jeumont, mise en service de la section Creil - Compiègne, par la Compagnie des chemins de fer du Nord.
- 1856. France : ligne de la Maurienne, inauguration de la section de Choudy à Saint-Jean-de-Maurienne[1], par la Compagnie du chemin de fer Victor-Emmanuel.

### XXesiècle
- 1928. France : fermeture du tramway Moûtiers-Salins–Brides-les-Bains.
- 1992. France : LGV Nord, premiers essais de circulation avec le TGV Atlantique no 301

### XXIesiècle
- x

## Anniversaires

### Naissances
- x

### Décès
- x